# بيلي راي براون
بيلي راي براون (بالإنجليزية: Billy Ray Brown)‏ هو لاعب غولف أمريكي، ولد في 5 أبريل 1963 في ميسوري سيتي في الولايات المتحدة.

## وصلات خارجية
- بيلي راي براون على موقع رابطة لاعبي الغولف المحترفين (الإنجليزية)
- بيلي راي براون على موقع رابطة اليابان للاعبي الغولف المحترفين (الإنجليزية)
- بيلي راي براون على موقع التصنيف العالمي الرسمي للغولف (الإنجليزية)